# Edgeøya
Edgeøya o l'illa d'Edge és una illa deshabitada del sud-oest de l'arxipèlag Svalbard, Noruega. Forma part de la Reserva natural del sud-est de Svalbard. Hi ha ossos polars i rens. La seva banda est està coberta per una glacera. La seva 5.073 km² essent la tercera més grossa de les illes Svalbard. Va ser descoberta per Thomas Edge el 1624. De vegades és visitada per turistes.
L'illa va ser utilitzada com a base de la caça de morses.

## Geografia i ecologia

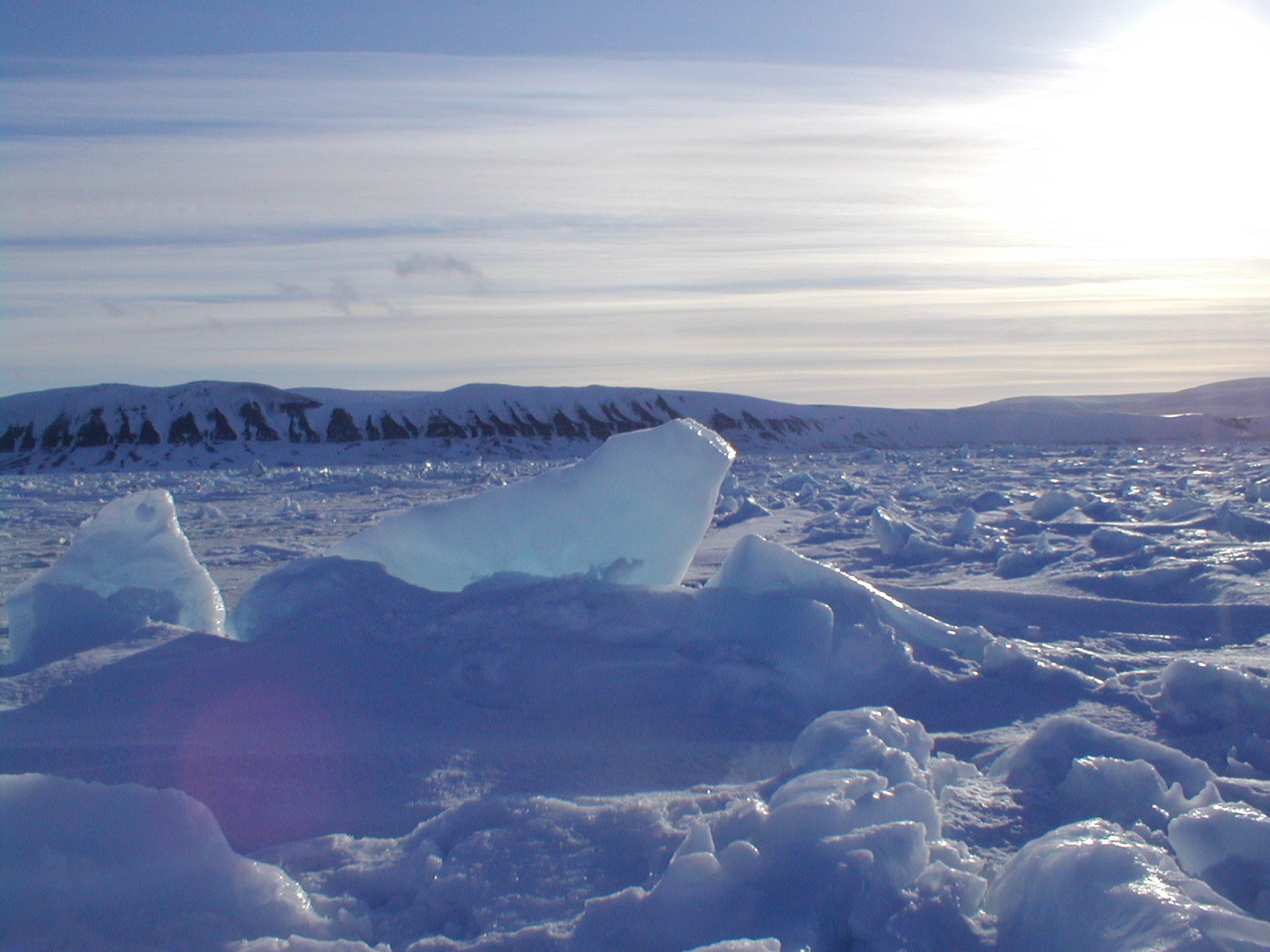
Gel marí amb l'illa Edgeøya al fons

A l'oest es troba l'Storfjorden, que la separa de Spitsbergen. El punt més alt és Caltexfjellet a 590 m.
Geològicament l'illa sembla el centre de Spitsbergen, amb roques del Mesozoic (específicament del Triàsic, amb estrats del Juràssic al sud-oest).
Juntament amb l'illa de Barents i les illes veïnes, Edgeøya forma part de la Reserva natural del Sud-est de Svalbard, establerta el 1973. Hi ha una població significativa de rens i és un lloc important quant a la reproducció de l'os polar.